# 財津和夫ワークス 〜40周年を記念して〜
『財津和夫ワークス 〜40周年を記念して〜』（ざいつかずおワークス 〜40しゅうねんをきねんして〜）は、JVCケンウッド・ビクターエンタテインメントから発売された、財津和夫の8作目のベスト・アルバム。2012年3月21日発売。

## 解説
1972年に財津がチューリップでメジャー・デビューしてから40周年を迎えたことを記念して制作されたベスト・アルバムである。
デビュー以降の時系列に沿って楽曲が収録されており、歌詞ブックレットには財津自身による全曲のコメントが記載されている。
過去に財津がセルフカバーを作ったチューリップの楽曲も、チューリップのオリジナル・バージョンが収録されている。

## 収録曲
全作詞・全作曲・編曲（特記以外）：財津和夫
1. 魔法の黄色い靴
  - 編曲：TULIP・木田高介
  - アルバムバージョンを収録。
2. 心の旅
  - 編曲：TULIP・青木望
3. 夢中さ君に
  - 編曲：TULIP・青木望
4. サボテンの花
  - 編曲：TULIP
5. ロック地獄
  - 編曲：TULIP
  - 財津と吉田彰によるツインボーカル。
6. 夕陽を追いかけて
  - 編曲：TULIP・瀬尾一三
7. 切手のないおくりもの
  - 編曲：TULIP
  - NHK『みんなのうた』で放送されたモノラル音源。
  - 当時の名義は「財津和夫とチューリップ」であった。
8. 虹とスニーカーの頃
  - 編曲：TULIP
9. 愛の窓辺
  - 編曲：TULIP・青木望
10. WAKE UP
11. 一枚の絵
12. さよなら道化者
  - 編曲：TULIP・椎名和夫
  - アルバムバージョンを収録。
13. 12才
14. 急行の停まる街
15. 「ストーヴ」
16. My Dear
17. この世の端でも